# 小坂流加
小坂 流加（こさか るか、 1978年7月4日 -  2017年2月27日）は、日本の小説家。静岡県三島市出身。 第3回講談社ティーンズハート大賞で期待賞受賞。難病である原発性肺高血圧症を患っていた小坂は『余命10年』の文庫版の編集が終わった直後に病状が悪化し、2017年2月に38歳という若さで逝去した。

## 人物
四人姉妹の末っ子として生まれ、子どもの頃から小説を書くのが好きだったという。
大学卒業後に、原発性肺高血圧症を発症しながらも執筆活動を続け、『余命10年』を文芸社に自費出版として持ち込んだところ、書籍化が決定し、念願の小説家デビューを果たしている。       
オーガニックなものが好きで、花や植物を身の回りに絶やさなかった。映画『余命10年』の監督の藤井道人は、このことを聞いて、小松菜奈演じる高林茉莉が小説を書くデスクの周りには季節の花を飾って、その一つ一つに花言葉の意味を込めている。

## 作品
- 『余命10年』- 2007年刊行。2017年に文庫版刊行。発行部数累計80万部（2022年3月時点）[6][7]。2017年に静岡書店大賞の「映像化したい文庫部門」大賞を受賞[2]。映画化され、2022年3月4日に公開された[8]。
- 『生きてさえいれば』- 2018年刊行。発行部数累計25万部（2022年3月時点）[6]。作者が逝去した約半年後に、愛用のパソコンに残されていた原稿を家族が発見。文芸社編集部に託し、刊行されることとなったものである[9]。